# Bulbul de Java
El bulbul de Java (Ixos virescens) és una espècie d'ocell de la família dels picnonòtids (Pycnonotidae). És endèmic de l'illa de Java, a Indonèsia. Els seus hàbitats principals són els boscos tropicals i subtropicals de frondoses humits de les terres baixes i de l'estatge montà i les àrees forestals fortament degradades. El seu estat de conservació es considera de risc mínim.